# Ibrahim ibn Muhammad ibn 'Ali ibn 'Abd Allah ibn al-'Abbas
Ibrahim ibn Muhammad ibn 'Ali ibn 'Abd Allah ibn al-'Abbas (in arabo ﺍﺑﺮﺍﻫﻴﻢ ﺑﻦ ﻣﺤﻤﺪ ﺑﻦ ﻋﻠﻲ ﺑﻦ ﻋﺒﺪ الله ﺑﻦ ﺍﻟﻌﺒﺎﺲ‎?; al-Ḥumayma, 702 – Harran, agosto 749) è stato un politico e religioso arabo.
Figlio dell'Abbaside Muḥammad ibn ʿAlī - figlio a sua volta del cugino di Maometto e notissimo tradizionista ʿAbd Allāh ibn ʿAbbās - e di una Umm walad, Ibrahim ibn Muhammad operò per abbattere, verso la fine della prima metà dell'VIII secolo, il regime califfale omayyade, giudicato usurpatore dei buoni diritti alidi. In ciò fu aiutato dai suoi due fratellastri, Abū l-ʿAbbās ʿAbd Allāh e Abū Jaʿfar ʿAbd Allāh, che diventeranno in seguito il primo e il secondo Califfo della nuova dinastia musulmana.
Come tutta la sua famiglia, discendente dallo zio paterno di Maometto, al-ʿAbbās b. ʿAbd al-Muṭṭalib, Ibrāhīm operò in totale clandestinità a Kufa, sorvegliato strettamente dalle autorità omayyade, coscienti che quella famiglia costituiva con gli Alidi la punta di diamante all'opposizione dei discendenti di Muʿāwiya b. Abī Sufyān. Ciò nondimeno, come capo della famiglia - mantenendo personalmente i contatti con la sede storica della famiglia abbaside di al-Ḥumayma - egli riuscì a organizzare la daʿwah abbaside in Khorasan, ben lontano cioè dall'occhiuta vigilanza della polizia omayyade, affidandola nel 744-5 (127 dell'Egira), su suggerimento di Bakīr (o Bukayr) ibn Māhān, al proprio cognato Abū Salama Ḥafṣ b. Sulaymān, già responsabile della daʿwa a Kufa.
Fu però solo quando l'incarico di organizzare e dirigere la daʿwa fu affidato ad Abu Muslim che la causa abbaside guadagnò importante seguito tra le famiglie arabo-persiane dell'oasi di Merv ma fu quasi casualmente che gli uomini del Wali del Khorasan, Nasr ibn Sayyar arrestarono Ibrāhīm b. Muḥammad ad al-Ḥumayma per rinchiuderlo a Ḥarrān nel 749 per metterlo poi a morte nell'agosto di quell'anno, chi dice per effetto del veleno fattogli propinare da Marwān II, chi invece per la peste.